# آگاهی کامل از اطلاعات
آگاهی کامل از اطلاعات، برنامه نظارت گسترده دفتر آگاهی از اطلاعات بود که در سال مالی ۲۰۰۳ (میلادی) آغاز شد. پیشرفت این برنامه از فوریه تا مه ۲۰۰۳ با همین نام ادامه داشت و پس از آن به «آگاهی از اطلاعات تروریسم» تغییر نام داد.

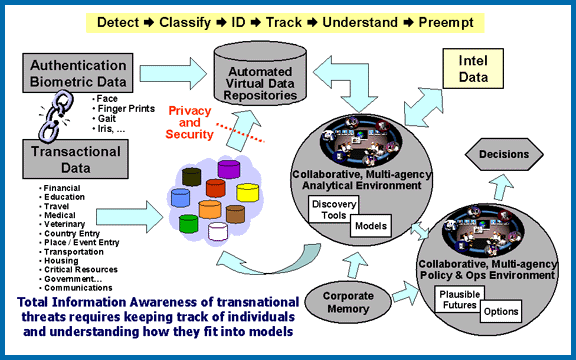
نمودار سامانه آگاهی کامل از اطلاعات (برگرفته از وبگاه رسمی دفتر آگاهی از اطلاعات) (وبگاه پاک شده)

بر پایه مفهوم پلیس پیش‌بینی‌کننده، قرار بود برنامه آگاهی کامل از اطلاعات، برای پیش‌بینی و پیشگیری از بِزِه‌کاری، اطلاعات جزئی مردم را گردآوری کند. برنامه آگاهی کامل از اطلاعات، برای شناسایی تروریست‌ها به دنبال همه گونه اطلاعات شخصی در سراسر جهان بود. دریابد جان پویندکستر آنرا «پروژه منهتن برای ضدتروریسم» خواند. بر پایه سناتور حزب دموکرات از ایالت میشیگان، ران وایدن، برنامه آگاهی کامل از اطلاعات، بزرگترین برنامه نظارتی در طول تاریخ ایالات متحده آمریکا بود.
پس از انتقادهای رسانه‌ای از حکومت فدرال ایالات متحده آمریکا برای پدیدآوردن برنامه آگاهی کامل از اطلاعاتِ همه شهروندان آمریکایی، در اواخر سال ۲۰۰۳ کنگره ایالات متحده آمریکا بودجه این برنامه را همراه با دفتر آگاهی از اطلاعات، قطع کرد.
اگرچه این برنامه، رسماً تعلیق شد اما نرم‌افزارهای داده‌کاوی آن بعداً در سازمان‌های دولتی دیگر بکار رفت و تنها، ظاهر آن تغییر کرد. توسعه معماری هسته برنامه آگاهی کامل از اطلاعات، با نام رمز «بسکتبال» ادامه یافت. بر پایه نوشته سال ۲۰۱۲ (میلادی) نیویورک تایمز، میراث برنامه آگاهی کامل از اطلاعات، بی‌سروصدا در آژانس امنیت ملی گسترش یافت.

## خلاصه برنامه
قرار بود برنامه آگاهی کامل از اطلاعات، یک پروژه پژوهشی پنج‌ساله باشد که آژانس پروژه‌های پژوهشی پیشرفتهٔ دفاعی (دارپا) پیش ببرد. آرمان این برنامه، یکپارچه‌سازی برنامه‌های اطلاعاتی و نظارتی پیشین و تازه حکومت آمریکا بود. برخی از این برنامه‌ها شناسایی انسان از فاصله دور، استخراج مدرک و کشف پیوند، جِنیسیس، تحلیل مقیاس‌پذیر شبکه اجتماعی، بازارهای آینده با کاربرد در پیش‌بینی، شناسایی، استخراج، و جمع‌بندی اطلاعات میان‌زبانی، پروژه جنوآ و پروژه جنوآ ۲، آمادگی برای جنگ نامتقارن، بازشناسی گفتار با قابلیت استفاده دوباره مقرون به صرفه مؤثر، بابیلون، نظارت زیست‌سنجشی، و ارتباط‌دهنده بودند. بخش خصوصی، این برنامه‌ها را توسعه داد تا منبعی برای اطلاعات، ضدتروریسم، و سازمان‌های اجرای قانون پدید بیاورد. مشخصه‌های این برنامه‌ها تحلیل اطلاعات، همکاری، ابزارهای پشتیبانی از تصمیم‌گیری، برگردان زبان، داده‌کاوی، بازشناخت الگو، و فناوری‌های حفاظت از حریم شخصی بود.
برنامه آگاهی کامل از اطلاعات با همکاری ۹ سازمان اطلاعاتی پیش می‌رفت. این سازمان‌ها فرماندهی امنیت و اطلاعات نیروی زمینی ایالات متحده آمریکا، آژانس امنیت ملی، آژانس اطلاعات دفاعی، آژانس اطلاعات مرکزی (سیا)، فعالیت میدانی ضداطلاعات، فرماندهی راهبردی ایالات متحده آمریکا، ستاد فرماندهی عملیات ویژه ایالات متحده آمریکا، فرماندهی نیروهای مشترک ایالات متحده آمریکا، و مرکز مشترک تحلیل جنگ بودند. این سازمان‌ها از طریق گروهی از گره‌های اختصاص‌یافته، به برنامه آگاهی کامل از اطلاعات، دسترسی داشتند. فرماندهی امنیت و اطلاعات نیروی زمینی ایالات متحده آمریکا در فورت بلوار ایالت ویرجینیا سخت‌افزار برنامه آگاهی کامل از اطلاعات را میزبانی می‌کرد.
شرکت‌های خصوصی طرف قرارداد برای توسعه برنامه آگاهی کامل از اطلاعات، شرکت بین‌المللی کاربردهای علمی (و بازوی مشاور آن هیکس و همکاران)، بوز آلن همیلتون، لاکهید مارتین، ابرشرکت شِیفِر، فناوری‌های سامانه بازیابی صدا، سامانه‌های آردویت، سامانه‌های دینامیک کِیسی، سامانه‌های بین‌الملل اِی‌اِس‌آی، و فناوری‌های سینتِک بودند.
دانشگاه‌هایی که در تحقیق و توسعه برنامه آگاهی کامل از اطلاعات، همکاری کردند دانشگاه کالیفرنیا، برکلی، دانشگاه ایالتی کلرادو، دانشگاه کارنگی ملون، دانشگاه کلمبیا، دانشگاه کرنل، دانشگاه تگزاس در دالاس، مؤسسه فناوری جورجیا، دانشگاه مریلند، کالج پارک، مؤسسه فناوری ماساچوست، و دانشگاه ساوت‌همپتون بودند.

### مأموریت
آرمان برنامه آگاهی کامل از اطلاعات، ایجاد جهش در توانایی ایالات متحده آمریکا در شناسایی، و دسته‌بندی تروریست‌های خارجی - و رمزگشایی برنامه‌های آنها - و بنابراین، دادن فرصت کافی به سازمان‌های مسئول در پیشگیری و شکست کارهای تروریستی بود.
برای دستیابی به این هدف، کار برنامه آگاهی کامل از اطلاعات، ساخت سامانه اطلاعات ضدتروریستی بود که:
1. دسترسی به گونه و اندازه گسترده‌تری از اطلاعات را فراهم می‌کند و مقیاس‌پذیری آن را در آینده، آسان‌تر می‌نماید.
2. یک ساعت پس از رویداد یک رخداد تحریک‌کننده یا عبور یکی از شواهد از آستانه خود، هشدار متمرکز می‌دهد.
3. تحلیل‌گران را به صورت خودکار بر پایه تطبیق جزئی الگو اولویت‌بندی می‌کند و الگوهایی دارد که ۹۰٪ همه حمله‌های تروریستی خارجی شناسایی شده در گذشته را پوشش می‌دهد.
4. از همکاری، استدلال تحلیلی، و همرسانی اطلاعات، پشتیبانی می‌کند؛ بنابراین تحلیل‌گران می‌توانند نظریه‌هایی را فرض، آزمایش، و پیشنهاد کنند و راهبردهای موجود را برای رخدادهای احتمالی، کم کنند. در نتیجه، تصمیم‌گیرندگان می‌توانند تأثیر سیاست‌گذاری‌ها و اقدام‌های کنونی و آینده خود را به شکل موثرتری برآورد کنند.

### پروژه‌ها

#### جنوآ
بر خلاف دیگر پروژه‌ها پروژه جنوآ پیش از برنامه آگاهی کامل از اطلاعات، آغاز به کار کرده بود و بستری برای آن برنامه بود. کاربرد نخست جنوآ تجزیه و تحلیل اطلاعات برای کمک به تحلیل‌گران بود. پروژه جنوآ برای هر دو رویکرد بالا به پایین و پایین به بالا طراحی شده بود. یک سیاست‌گذار می‌توانست یک حمله احتمالی را فرض کند و از جنوآ برای یافتن شواهد پشتیبان چنین طرحی استفاده کند، یا بخش‌های گوناگون اطلاعات را در یک نمودار، کنار هم می‌گذاشت و پیامدهای احتمالی را پیشنهاد می‌کرد. سپس تحلیل‌گران می‌توانستند این نمودار را تغییر دهند تا حالت‌های مختلف را آزمایش کنند.
توسعه جنوآ به صورت مستقل در سال ۱۹۹۶ (میلادی) آغاز شد و طبق برنامه، در پایان سال مالی ۲۰۰۲ (میلادی) تکمیل شد.

#### جنوآ ۲
درحالیکه پروژه جنوآ عمدتاً بر تجزیه و تحلیل اطلاعات متمرکز بود جنوآ ۲ به دنبال پیدا کردن راهی بود که رایانه‌ها، عامل‌های نرم‌افزاری، سیاست‌گذاران، و مأموران میدانی بتوانند با یکدیگر همکاری کنند.

#### جنیسیس
هدف «جنیسیس»، توسعه فناوری‌هایی بود که امکان ذخیره اطلاعات بزرگ و بدست آمده از همه منابع را می‌داد.
حجم بزرگی از اطلاعات باید گردآوری و تحلیل می‌شدند و فناوری پایگاه داده در دسترس در آن هنگام برای نگهداری و سازماندهی چنین داده بزرگی، کافی نبود؛ بنابراین آنها روش‌هایی را برای تجمیع داده فرضی توسعه دادند تا از تحلیل مؤثر پایگاه داده‌های ناهمگون و منابع داده‌های عمومی بدون ساختار (مانند وب جهان‌گستر) پشتیبانی کند. «تحلیل موثر پایگاه داده‌های ناهمگون» به معنی توانایی گرفتن چیزها از پایگاه داده‌هایی است که برای نگهداری داده‌های گوناگون (مانند پایگاه داده پیشینه کیفری، تماس تلفنی، و اطلاعات خارجی) طراحی شده‌اند. وب جهان‌گستر، یک «منبع داده‌های عمومی بدون ساختار» است. زیرا برای همه، در دسترس است و گونه‌های گوناگونی داده (مانند وبلاگ، ایمیل، تاریخچه وب‌گردی، و مانند آنها) را در خود دارد که همه آنها باید به شکل مؤثری، نگهداری و تحلیل شوند.

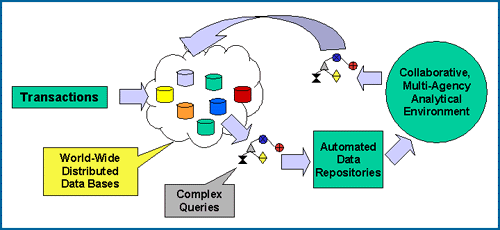
آرمان‌های پروژه جنسیس

هدف دیگر جنیسیس، توسعه معماری سامانه بزرگ و توزیع‌شده‌ای برای مدیریت حجم زیادی از داده خام ورودی، تحلیل نتایج، و بازخورد بود که داده نگهداری‌شده ساده و انعطاف‌پذیرتری را پدیدمی‌آورد. این داده ساده و انعطاف‌پذیرتر، کارایی خوبی دارد و امکان نگهداری همیشگی داده‌های مهم را می‌دهد.
جنیسیس، یک برنامه حفاظت از حریم شخصی داخلی داشت که جلوی دسترسی تحلیل‌گران به اطلاعات نامربوط دربارهٔ حریم شخصی شهروندان آمریکایی را می‌گرفت و با سازوکارهای نرم‌افزاری، قوانین و سیاست‌های حریم شخصی را اجرا می‌کرد، و موارد سوءاستفاده از داده را گزارش می‌داد.

#### تحلیل مقیاس‌پذیر شبکه اجتماعی
آرمان «تحلیل مقیاس‌پذیر شبکه اجتماعی»، توسعه روش‌هایی بر پایه تحلیل شبکه‌های اجتماعی بود تا از آن روش‌ها برای مدل‌سازی ویژگی‌های اصلی گروه‌های تروریستی و جداسازی آن گروه‌ها از دیگر گروه‌های اجتماعی استفاده کند.

#### استخراج مدرک و کشف پیوند
«استخراج مدرک و کشف پیوند» به معنی توسعه ابزار و فناوری‌ها برای کشف خودکار، استخراج و پیوند دادن شواهد پراکنده در مقادیر زیادی از منابع داده طبقه‌بندی‌شده و طبقه‌بندی‌نشده‌است. نمونه این داده‌ها پیشینه تماس‌های تلفنی در پایگاه داده آژانس امنیت ملی (مین‌وی)، تاریخچه وب‌گردی، یا تراکنش مالی هستند.

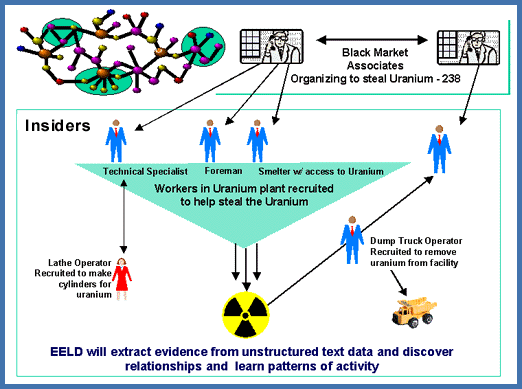
شبیه‌سازی استفاده از پروژه استخراج مدرک و کشف پیوند

استخراج مدرک و کشف پیوند، برای طراحی سامانه‌هایی با توانایی استخراج داده از چند منبع (مانند پیام نوشتاری، وبگاه شبکه‌های اجتماعی، پیشینه مالی، و تاریخچه وب‌گردی) طراحی شده بود. این کار برای توسعه توانایی شناسایی الگوهای تشکیل‌شده از چند گونه پیوند بین موارد داده‌ها یا ارتباط بین افراد (مانند تراکنش‌های بین مردم، ارتباطات، سفر، و مانند آنها) بود.
استخراج مدرک و کشف پیوند، برای پیوند دادن موارد احتمالی و یادگیری الگوهای مرتبط با گروه‌ها و سناریوهای «تروریستی» طراحی شده بود تا سازمان‌های تروریستی تازه و تهدیدهای فوری را شناسایی کند.

#### آمادگی برای جنگ نامتقارن
«آمادگی برای جنگ نامتقارن» با بررسی رفتارهای فردی و گروهی در یک درونمایه محیطی گسترده و همچنین بررسی انگیزه تروریست‌های خاص، بر توسعه فناوری خودکار تمرکز می‌کرد که می‌توانست ویژگی‌های قابل پیش‌بینی کارهای تروریستی یا حمله‌های نزدیک را شناسایی کند.

#### شناسایی، استخراج، و جمع‌بندی اطلاعات میان‌زبانی
«شناسایی، استخراج، و جمع‌بندی اطلاعات میان‌زبانی» به معنی توسعه فناوری پردازش پیشرفته زبانی است که به انگلیسی‌زبان‌ها امکان می‌دهد بدون نیاز به دانستن زبان‌های دیگر، اطلاعات حیاتی را پیدا و تفسیر کنند.

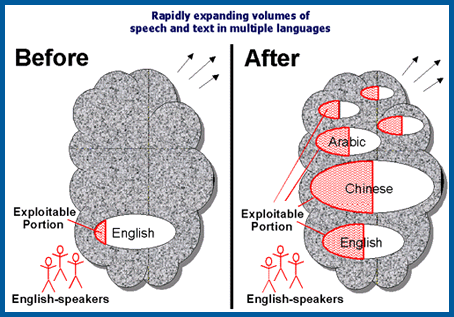
آرمان‌های پروژه شناسایی، استخراج، و جمع‌بندی اطلاعات میان‌زبانی

گروه‌های بیرونی، مانند دانشگاه، شرکت، و مانند آنها برای همکاری در بازیابی سالانه اطلاعات، شناسایی و ردیابی موضوع، استخراج خودکار درونمایه، و برآوردهای ترجمه ماشینی، دعوت می‌شدند که مؤسسه ملی فناوری و استانداردها پیش می‌برد.

#### ارتباط‌دهنده
«ارتباط‌دهنده» برای فناوری «تعامل گفتگو» توسعه داده شد که به جنگجویان، امکان گفتگو با رایانه را می‌دهد. با چنین فناوری‌ای، اطلاعات، حتی بدون نیاز به صفحه‌کلید، در میدان جنگ یا مرکز فرماندهی، در دسترس هستند. سکوی ارتباط‌دهنده، به هر دو صورت بی‌سیم و سیار در دسترس است و برای کاربری در محیط شبکه‌شده، طراحی شده‌است.

توانایی‌های پروژه «ارتباط‌دهنده» (برگرفته از وبگاه رسمی دفتر آگاهی از اطلاعات)

نرم‌افزار تعامل گفتگو، برای تفسیر درونمایه گفتگو بکار می‌رود تا کارایی آنرا بهتر کند و بتواند خود را به صورت خودکار با موضوع‌های تازه، سازگار کند (زیرا در هنگام جنگ، وضعیت، به سرعت، تغییر می‌کند). بنابراین گفتگو طبیعی و روان خواهد بود. برنامه «ارتباط‌دهنده» بر دانشِ کار تأکید می‌کند تا تأثیر زبان‌های طبیعی و سروصدای محیط را جبران کند. برعکس برگردان خودکار گفتگو به زبان طبیعی که اصولاً به خاطر دستور زبان و شمار واژگان زیاد آن، بسیار پیچیده‌است برنامه «ارتباط‌دهنده» به موضوع‌های ویژه وظیفه‌ای هدایت می‌شود؛ بنابراین واژگان کمتری وجود خواهند داشت (سامانه «ارتباط‌دهنده» تنها نیاز دارد زبان مرتبط با جنگ را بفهمد). پژوهش‌هایی نیز آغاز شدند تا بر تعامل رایانه‌ای زبان‌های خارجی تمرکز کنند تا برای پشتیبانی از عملیات‌های ائتلافی استفاده شوند.
تمرین‌های زنده، مانند عملیات لجستیکی واحدهای کوچک، مانند سپاه تفنگداران دریایی ایالات متحده آمریکا انجام شدند تا این فناوری را در شرایط فوق‌العاده، آزمایش کنند.

#### شناسایی انسان از فاصله دور
پروژه «شناسایی انسان از فاصله دور»، فناوری‌های شناسایی خودکار زیست‌سنجشی را توسعه داد تا برای «حفاظت اجباری»، پیشگیری از بزه، و «امنیت ملی/دفاع»، افراد را از فاصله دور، شناسایی کند.
اهداف این پروژه باعث شدند تا:

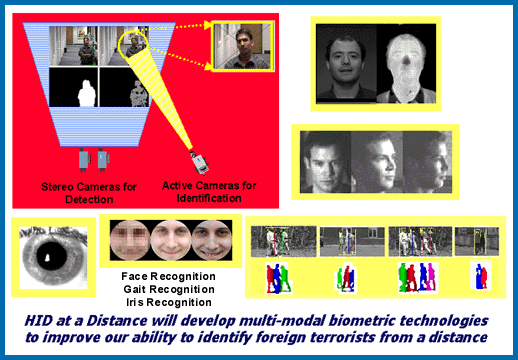
نموداری که توانایی شناسایی انسان از فاصله دور را نشان می‌دهد (برگرفته از وبگاه رسمی دفتر آگاهی از اطلاعات)

- الگوریتم‌هایی برای مکان‌یابی و دستیابی به چیزهایی تا فاصله ۱۵۰ متر (۴۹۰ فوت) توسعه داده شوند.
- سیستم تشخیص چهره و قدم برداشتن را به یک سامانه شناسایی انسانی ۲۴ ساعته تبدیل کنند.
- گونه‌ای سامانه شناسایی انسان را توسعه دهد و گسترش دهد که با تصاویر قابل دید، در فاصله بیش از ۱۵۰ متر (۴۹۰ فوت) نیز کار کند.
- یک سامانه رادار موج میلیمتری کم‌انرژی را برای شناسایی در میدان دید گسترده و طبقه‌بندی شیوه قدم برداشتن در یک میدان دید محدود، توسعه دهد.
- شیوه‌های قدم برداشتن را از روی ویدیوهای شناسایی انسان از فاصله دور، تشخیص دهد.
- یک سامانه تشخیص چهره چند طیفی از فروسرخ و نور مرئی را توسعه دهد.

شماری از دانشگاه‌ها در طراحی بخش‌هایی از فناوری شناسایی انسان از فاصله دور، همکاری کردند. دانشکده مهندسی رایانه مؤسسه فناوری جورجیا بر آنالیز حرکت (قدم برداشتن)، تمرکز کرده بود. آنالیز قدم برداشتن، مشخصه اصلی شناسایی انسان از فاصله دور بود. زیرا می‌شد از آن در ویدیوهای با کیفیت پایین نیز استفاده کرد و بنابراین اجسام را در فاصل دور، شناسایی کرد. آنها برای توسعه سامانه‌ای برنامه‌ریزی کرده بودند که ویژگی‌های افراد زیر نظر را در حال ایستا یا حرکت، بازیابی کند و همزمان امکان بررسی مسیرهای با زاویه مشترکِ نرمال‌شده با زمان را در مسیرهای مشخص، به عنوان روشی برای آنالیز قدم برداشتن، بررسی کند. مؤسسه فناوری جورجیا همچنین کارهای مرتبطی را برای مکان‌یابی و ردیابی چهره، از روی گفتار و حالت بیان انجام داد.
مؤسسه رباتیک دانشگاه کارنگی ملون (بخشی از دانشکده مهندسی رایانه این دانشگاه) روی شناسایی چهره در حال حرکت، کار کرد. این پژوهش، بیش از هر چیز بر استخراج ویژگی‌های زیست‌سنجی بدن از روی ویدیو و شناسایی اهداف زیر نظر با استفاده از این ویژگی‌های استخراج‌شده تمرکز می‌کرد. برای انجام این مطالعه، دانشگاه کارنگی ملون، پایگاه داده‌هایی از توالی‌های ویدیویی همزمان چند دوربین هماهنگ‌شده از حرکت بدن، تصویربرداری از چهره انسان در شرایط گوناگون، ویدیوهای ابراز احساسات با کدگذاری AU، و نگاره‌های چندطیفی و قطبیت‌سنجی‌شده از چهره، پدیدآورد. داده‌های توالی‌های ویدیویی از حرکت بدن، شامل ۶ زاویه دید جداگانه از ۲۵ هدف زیر نظر، در حال قدم برداشتن روی تردمیل می‌شد. ۴ ویدیوی ۱۱ ثانیه‌ای از قدم برداشتن برای پیاده‌روی آهسته، پیاده‌روی تند، روی سطح شیب‌دار، و در دست داشتن توپ، آزمایش شدند.
پژوهش مؤسسه مطالعات رایانه‌ای پیشرفته در دانشگاه مریلند، کالج پارک بر شناسایی افراد از فاصله دور، با استفاده از اطلاعات قدم برداشتن و چهره آنها تمرکز می‌کرد. همچنین از دوربین‌های فروسرخ با ۵ درجه آزادی استفاده شد. آزمایش، با فیلم‌برداری از ۳۸ مرد و ۶ زن از قومیت و ویژگی‌های فیزیکی گوناگون انجام شد که روی مسیری به شکل T راه می‌رفتند و دوربین‌ها از آنها فیلم‌برداری می‌کردند.
گروه علوم رایانه و الکترونیک دانشگاه ساوت‌همپتون، در حال توسعه سامانه «شناسایی خودکار از روی قدم برداشتن» و مسئول گردآوری پایگاه داده‌ای برای آزمایش آن بود. دانشگاه تگزاس در دالاس، در حال گردآوری پایگاه داده‌ای برای آزمایش سامانه‌های تشخیص چهره بود. این داده‌ها گروهی از ۹ نگاره بدون حرکت از زاویه‌های دید متفاوت، ویدیویی از افراد زیر نظر که در یک اتاق به اطراف نگاه می‌کنند، ویدیویی از افراد زیر نظر که صحبت می‌کنند، و یک یا چند ویدیو از افراد زیر نظر که حالت‌های چهره خود را نشان می‌دهند بودند. دانشگاه ایالتی کلرادو چندین سامانه را برای شناسایی از طریق تشخیص چهره، توسعه داد. دانشگاه کلمبیا در بکارگیری فناوری شناسایی انسان از فاصله دور در آب‌وهوای بد مشارکت کرد.

#### نظارت زیست‌سنجشی
پروژه نظارت زیست‌سنجشی برای پیش‌بینی و پاسخ به بیوتروریسم طراحی شده بود. نظارت زیست‌سنجشی با نظارت بر منابع داده غیر مرسوم، مانند گونه‌های سنتینل (حساس)، نشانگرهای رفتاری، و داده‌های پیش از تشخیص پزشکی انجام می‌شد. نظارت زیست‌سنجشی، مدل‌های بیماری‌های موجود، شناخت نشانه‌های نخستین وضعیت غیرعادی سلامت، و داده‌کاوی پایگاه داده‌های موجود برای تعیین با ارزش‌ترین نشانه‌های نخستین وضعیت غیرعادی سلامت را بهبود می‌داد.

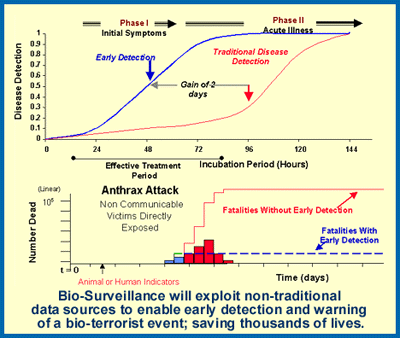
آرمان‌های پروژه نظارت زیست‌سنجشی

### دامنه نظارت
به عنوان یک پایگاه داده مجازی، بزرگ، و متمرکز، دامنه نظارت، از جمله موارد دیگر، پیگیری خرید با کارت‌های اعتباری، عضویت در مجله‌ها، تاریخچه وب‌گردی، تماس‌های تلفنی، سطح تحصیلات، حساب سپرده، پیشینه قماربازی، درخواست‌های گرفتن گذرنامه، بلیط‌های هواپیما و قطار، گواهی‌نامه رانندگی، مجوزهای اسلحه، عوارض جاده‌ای، پیشینه کیفری، طلاق، و مانند آنها را در بر می‌گرفت.
اطلاعات زیست‌شناسی و وضعیت سلامت که برنامه آگاهی کامل از اطلاعات، گردآوری می‌کرد شامل نسخه پزشک، پیشینه پزشکی، اثر انگشت، شیوه قدم برداشتن، شکل صورت، عنبیه، و دی‌ان‌ای می‌شد.

### حریم شخصی
از بخش جنسیس برنامه آگاهی کامل از اطلاعات، علاوه بر یکپارچه‌سازی و مرتب‌سازی پایگاه داده‌های جداگانه، برای اجرای «برنامه حفاظت از حریم شخصی» داخلی، استفاده می‌شد. هدف از برنامه حفاظت از حریم شخصی، قطع دسترسی تحلیل‌گران به اطلاعات شخصی نامربوط شهروندان آمریکایی، اجرای قوانین و سیاست‌های حریم شخصی با سازوکارهای نرم‌افزاری، و گزارش موارد سوءاستفاده بود. همچنین طرح‌هایی برای برنامه آگاهی کامل از اطلاعات وجود داشتند که می‌توانست داده‌ها را ناشناس کند؛ بنابراین اطلاعات، تنها با حکم دادگاه، به یک فرد، پیوند داده می‌شدند (به ویژه، پیشینه پزشکی که با پروژه زیست‌سنجشی، گردآوری شده بود). مجموعه‌ای از پرونده‌های بازرسی، نگهداری می‌شدند تا بتوان دربارهٔ گردآوری داده ارتباطی شهروندان آمریکایی بیگناه در هنگام گردآوری داده‌های مرتبط تحقیق کرد.

## تاریخچه
گزاره «آگاهی کامل از اطلاعات»، نخستین‌بار در همایش دارپاتِک (به انگلیسی: DARPAtech) سال ۱۹۹۹ (میلادی) در پرونده معرفی‌شده از سوی معاون اداره‌کننده دفتر مدیریت سامانه‌های اطلاعاتی، برایان شارکی، معرفی شد. برایان شارکی از این گزاره برای تعریف روش مفهومی ای استفاده کرد که حکومت فدرال آمریکا می‌توانست حجم بزرگی از داده را که از طریق دیجیتال شدن، در دسترس قرار گرفته، غربال کند و نتیجه‌های مهمی بگیرد.

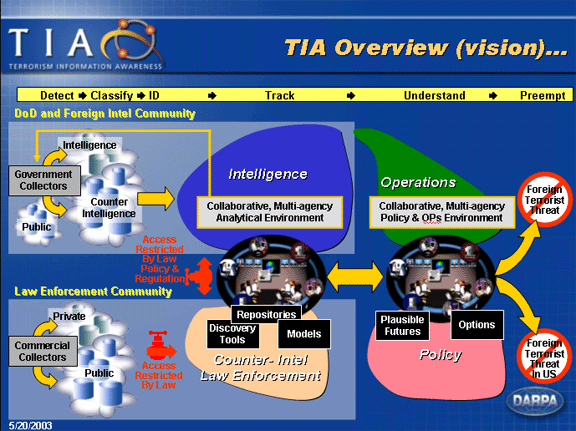
اسلاید معرفی برنامه آگاهی کامل از اطلاعات که آژانس پروژه‌های پژوهشی پیشرفتهٔ دفاعی (دارپا) استفاده کرده‌است.

### توسعه‌های نخستین
برنامه آگاهی کامل از اطلاعات در ژانویه ۲۰۰۲ با مدیریت دریابان، جان پویندکستر، مدت کوتاهی پس از حملات ۱۱ سپتامبر آغاز شد. او مشاور امنیت ملی رونالد ریگان در سال ۱۹۸۶ (میلادی) و یکی از افراد کلیدی در ماجرای مک‌فارلین بود. جان پویندکستر در شرکت سینتِک تکنولوجیز کار می‌کرد که پیمان‌کار عمومی حکومت آمریکا در زمینه پروژه‌های دفاعی بود. دفتر موقت این برنامه در طبقه چهارم ستاد آژانس پروژه‌های پژوهشی پیشرفتهٔ دفاعی بود و جان پویندکستر همزمان به دنبال دفتر دائمی می‌گشت. به زودی، پروژه جنوآ به صورت موفقت‌آمیز تکمیل شد و پژوهش‌های آن به پروژه جنوآ ۲ فرستاده شدند.

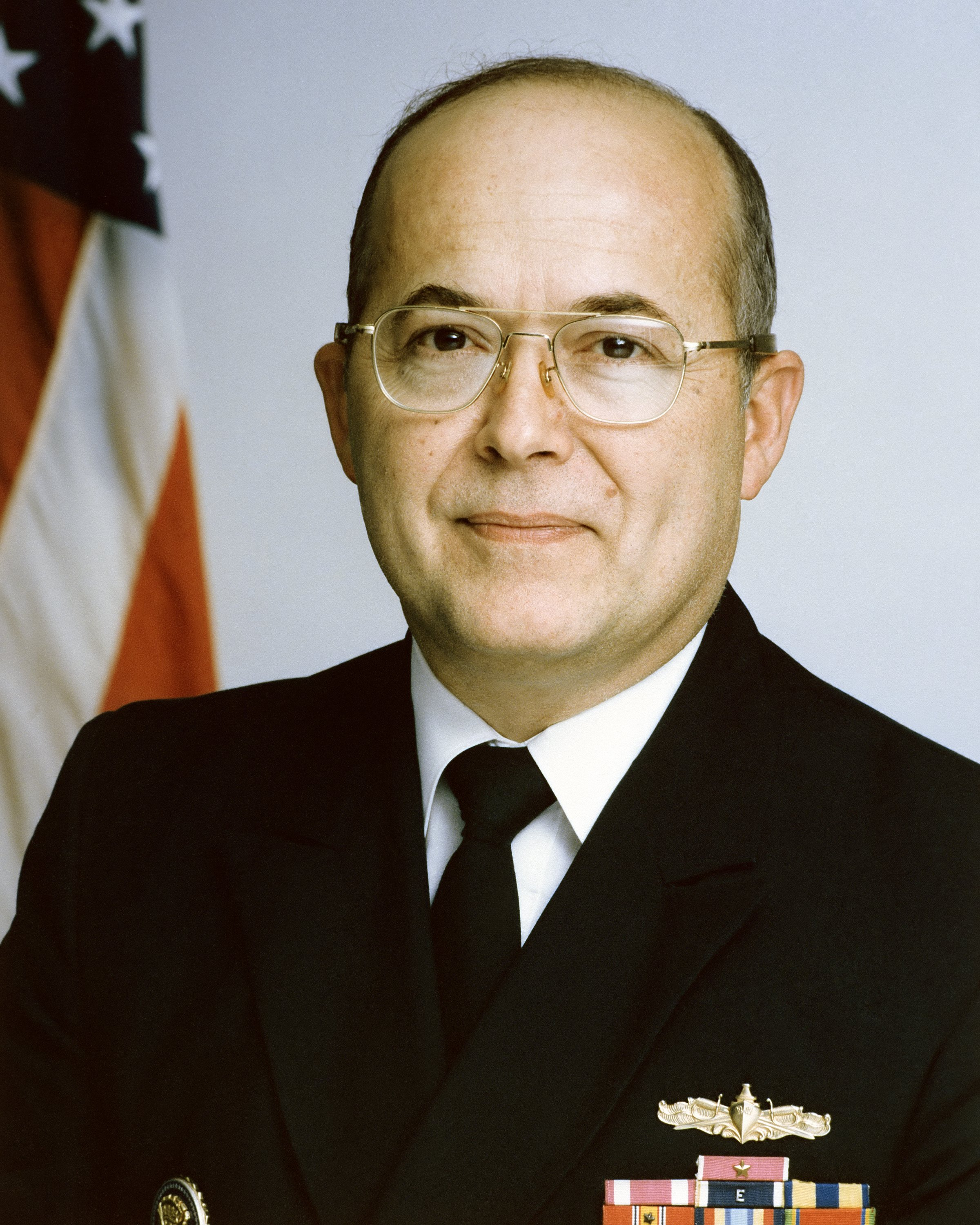
دریابان، جان پویندکستر، اداره‌کننده دفتر آگاهی از اطلاعات و پشتیبان اصلی برنامه آگاهی کامل از اطلاعات (او از مهره‌های کلیدی ماجرای مک‌فارلین بود)

در اواخر سال ۲۰۰۲ شرکت بین‌المللی کاربردهای علمی، قراردادی به ارزش ۱۹ میلیون دلار آمریکا با دفتر آگاهی از اطلاعات برای توسعه «سامانه پیش‌نمونه آگاهی از اطلاعات» بست. این سامانه پیش‌نمونه، معماری هسته بکپارچه‌سازی ابزار استخراج، تحلیل، و پخش اطلاعات برنامه آگاهی کامل از اطلاعات بود. این کار، از طریق بازوی مشاور شرکت بین‌المللی کاربردهای علمی، به نام هیکس و همکاران انجام شد که بسیاری از مقام‌های پیش نظامی و وزارت دفاع ایالات متحده آمریکا را بکار گرفته بود.
ویرایش نخست برنامه آگاهی کامل از اطلاعات، از نرم‌افزاری به نام Groove استفاده می‌کرد که در سال ۲۰۰۰ (میلادی) توسط رِی اُزی توسعه داده شده بود. Groove امکان همرسانی بی‌درنگ اطلاعات، بین تحلیل‌گران سازمان‌های دولتی گوناگون را فراهم می‌کرد و برنامه‌های تخصصی که برای جستجوی الگوهای رفتارهای مشکوک، طراحی شده بودند را به هم پیوند می‌داد.

### ایجاد محدودیت و پایان دادن به کار از سوی کنگره
در ۲۴ ژانویه ۲۰۰۳ مجلس سنای ایالات متحده آمریکا به ایجاد محدودیت در پیشبرد برنامه آگاهی کامل از اطلاعات، رای داد تا جلوی توانایی گردآوری اطلاعات ایمیل‌ها و پایگاه داده‌های تجاری پزشکی، مالی، و شرکت‌های مسافرتی آن برنامه را بگیرد. بر پایه قطعنامه تخصیص بودجه، ۲۰۰۳، شماره ۱۰۸–۷، بخش M، §۱۱۱(b) که در فوریه آن سال به تصویب رسید به وزارت دفاع، ۹۰ روز فرصت داده شد تا یا گزارشی از جدول زمانی توسعه برنامه آگاهی کامل از اطلاعات، و هدف استفاده از بودجه اختصاص یافته ارائه کند یا بودجه آن قطع شود.
در ۲۰ مه ۲۰۰۳ آژانس پروژه‌های پژوهشی پیشرفتهٔ دفاعی در پاسخ به این مصوبه، گزارشی را از کنش‌های خود ارائه داد. این گزارش، فاش کرد که ابزارهای رایانه‌ای برنامه آگاهی کامل از اطلاعات، هنوز در فاز نخست آزمایش بودند. در رابطه با الگوی شناسایی اطلاعات تراکنش، تنها، داده ترکیبی که پژوهش‌گران، ساخته بودند پردازش می‌شد. این گزارش همچنین تصدیق کرد که پیش‌نمونه کامل برنامه آگاهی کامل از اطلاعات، برای تکمیل تا پایان سال مالی ۲۰۰۷ برنامه‌ریزی نشده بود. همچنین در همان مه ۲۰۰۳ دفتر آگاهی از اطلاعات، نام «برنامه آگاهی کامل از اطلاعات» را به «برنامه آگاهی از اطلاعات تروریستی» تغییر داد تا جریان انتقادها از گردآوری اطلاعات شهروندان عادی را مهار کند.
در اوایل سال ۲۰۰۳ آژانس امنیت ملی، شروع به نصب گره‌هایی در شبکه طبقه‌بندی‌شده آگاهی کامل از اطلاعات کرد. آژانس امنیت ملی، با اجرای چندین برنامه مرتبط با برنامه آگاهی کامل از اطلاعات، شروع به گردآوری ایمیل و رهگیری ارتباطات کرد.
به دنبال رسوایی وزارت دفاع در رابطه با برنامه بازار تحلیل سیاست و پیشنهادِ دادنِ جایزه به شرط‌بندهایی که حملات تروریستی را پیش‌بینی می‌کردند جان پویندکستر در ۲۹ اوت از جایگاه خود کنار رفت.
به خاطر بدنامی برنامه آگاهی کامل از اطلاعات، نزد افکار مردمی و رسانه‌ها در ۳۰ سپتامبر ۲۰۰۳ کنگره آمریکا رسماً بودجه دفتر آگاهی از اطلاعات و برنامه آگاهی کامل از اطلاعات را قطع کرد (رای‌گیری در مجلس سنا به صورت ناشناس انجام شد). این تلاش با رهبری سناتور ران وایدن و سناتور بایرون دورگن، پیش رفت.

### پس از ۲۰۰۳
گزارش‌های که در فوریه ۲۰۰۶ پخش شدند نشان دادند که پژوهش‌های زیرمجموعه برنامه آگاهی کامل از اطلاعات، به آژانس امنیت ملی، جابجا شده‌اند. قانون‌گذاران، متمم محرمانه‌ای را به لایحه تخصیص بودجه وزارت دفاع (۲۰۰۴) افزودند که بودجه فناوری‌های شاخص برنامه آگاهی کامل از اطلاعات را در صورت جابجایی به سازمان‌های دولتی دیگر، حفظ می‌کرد. با اینحال، قانون تصریح می‌کرد که این فناوری‌ها تنها باید در امور نظامی یا اطلاعات خارجی و علیه خارجی‌ها استفاده شوند. بسیاری از هدف‌های اصلی پروژه و یافته‌های پژوهش‌ها حفظ شدند ولی سازوکارهای حفاظت از حریم شخصی، رها شدند.

#### تاپ‌سِیل
پروژه جنوآ ۲ که بر همکاری بین دستگاه و انسان تمرکز می‌کرد به «تاپ‌سِیل» تغییر نام یافت و برای کار بیشتر، به آژانس پروژه‌های پژوهشی پیشرفتهٔ دفاعی (دارپا) آژانس امنیت ملی سپرده شد. در اکتبر ۲۰۰۵ شرکت بین‌المللی کاربردهای علمی یک قرارداد ۳/۷ میلیون دلاری برای کار بر روی تاپ‌سِیل امضا کرد.
ابزارهای تاپ‌سِیل در جنگ در افغانستان (۲۰۰۱ تاکنون) و دیگر جنگ‌های علیه تروریسم استفاده شدند.
در اوایل سال ۲۰۰۶ (میلادی) سخنگوی آزمایشگاه تحقیقات نیروی هوایی (ایالات متحده آمریکا) گفت که «به خاطر نبود پشتیبانی مالی، پروژه تاپ‌سِیل در حال لغو شدن است.» هنگامیکه در نشست پرسش و پاسخ کمیته منتخب مجلس سنای ایالات متحده آمریکا در امور اطلاعاتی، در فوریه همان سال، دربارهٔ تاپ‌سِیل پرسیده شد هر دو نفر اداره‌کننده اطلاعات ملی (جان نگروپونتی) و اداره‌کننده اداره تحقیقات فدرال (رابرت مولر) گفتند که دربارهٔ وضعیت کنونی آن برنامه، چیزی نمی‌دانند. مایکل هیدن، معاون نگروپونتی و اداره‌کننده پیشین آژانس امنیت ملی گفت: «می‌خواهم به این پرسش، در یک نشست پشت درهای بسته، پاسخ دهم».

#### بسکتبال
سامانه پیش‌نمونه آگاهی از اطلاعات، با نام رمز «بسکتبال»، دوباره، طبقه‌بندی شد و شرکت بین‌المللی کاربردهای علمی، از طریق بازوی مشاور خود هیکس و همکاران، کار روی این پروژه را زیر نظر فعالیت تحقیق و توسعه پیشرفته، ادامه داد. در سپتامبر ۲۰۰۴ همه هزینه‌های بسکتبال از سوی حکومت فدرال پرداخت می‌شد و در یک مرکز پژوهشی، آزمایش می‌شد. این مرکز پژوهشی را شرکت بین‌المللی کاربردهای علمی و فعالیت تحقیق و توسعه پیشرفته اداره می‌کردند. در سال ۲۰۰۶ (میلادی) خبری از وضعیت آن هنگام پروژه بسکتبال نبود.

## پوشش رسانه‌ای و انتقادها
منتقدان از برنامه آگاهی کامل از اطلاعات، انتقاد کردند زیرا احتمال می‌دادند که حکومت فدرال آمریکا به عنوان بخشی از نظارت گسترده در ایالات متحده آمریکا از آن برنامه، سوءاستفاده کند. ویلیام سفایر در صفحه مقابل صفحه سرمقاله نیویورک تایمز، برنامه آگاهی کامل از اطلاعات را «رویای ابرفضولی: آگاهی کامل از اطلاعات از تک‌تک شهروندان آمریکایی» نامید.
هانس مارک، اداره‌کنند پیشین مهندسی و پژوهش دفاعی در دانشگاه تگزاس در آستین، برنامه آگاهی کامل از اطلاعات را «سوءاستفاده ناجوانمردانه آژانس پروژه‌های پژوهشی پیشرفتهٔ دفاعی» نامید.

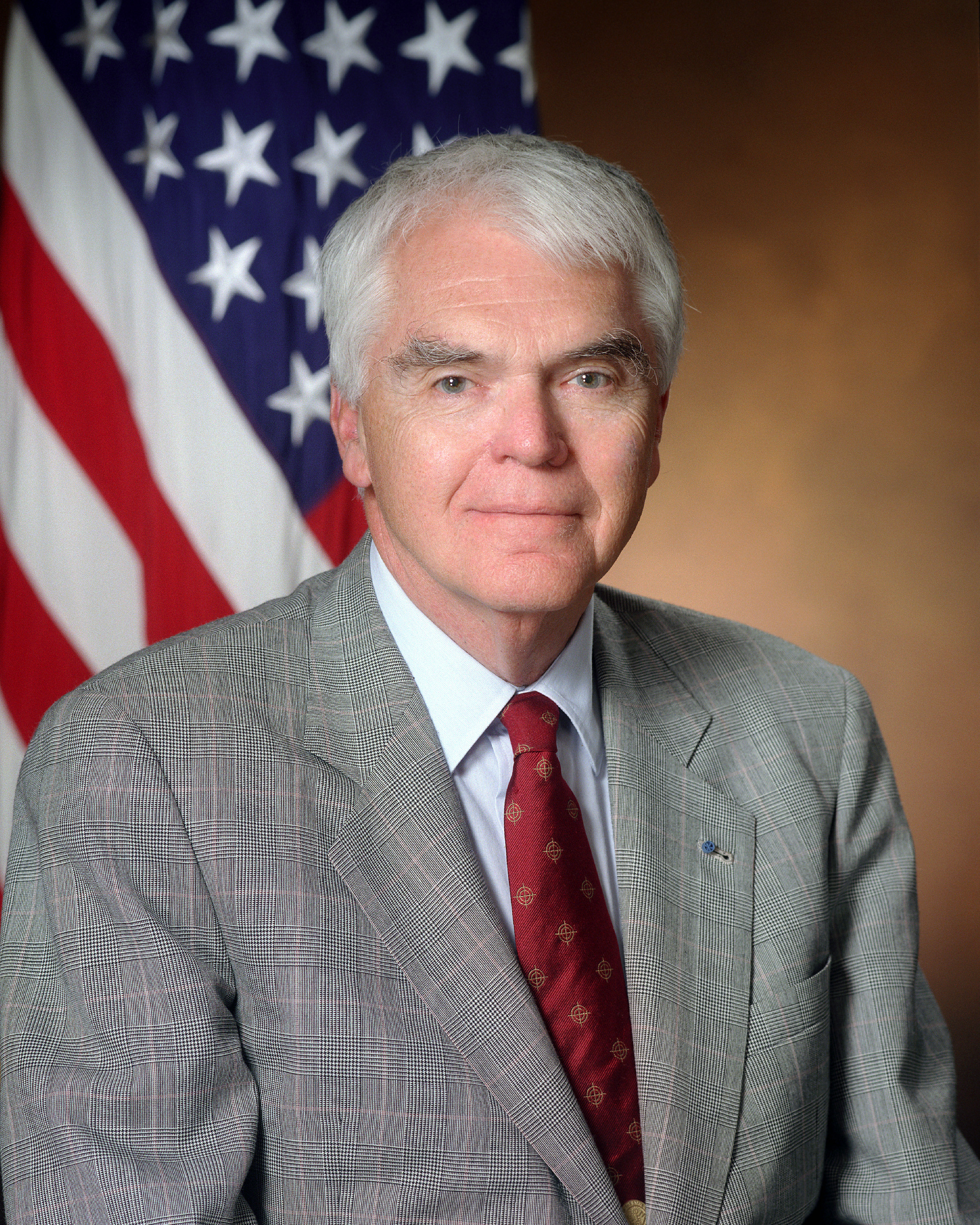
هانس مارک، از منتقدان برنامه آگاهی کامل از اطلاعات

اتحادیه آزادی‌های شهروندی آمریکا کارزاری را برای پایان دادن به بکارگیری کامل برنامه آگاهی کامل از اطلاعات به راه انداخت و اعلام کرد: «با بکارگیری این برنامه، حریم شخصی در آمریکا از میان خواهد رفت. زیرا همه جنبه‌های زندگی ما گردآوری خواهد شد». سان فرانسیسکو کرونیکل از برنامه آگاهی کامل از اطلاعات، انتقاد کرد زیرا این برنامه را «جنگ با تروریسم با ترساندن شهروندان آمریکایی» می‌دانست.
در سال ۲۰۱۳ اداره‌کننده آن هنگام اطلاعات ملی، جیمز کلپر، همچنان دربارهٔ گردآوری گسترده اطلاعات شهروندان آمریکایی، دروغ می‌گفت و دربارهٔ دیگر مردم جهان، حرفی نمی‌رد. ادوارد اسنودن گفت که به خاطر دروغ‌های جیمز کلپر، امید خود را از برای ایجاد تغییر از راه قانونی از دست داد.

## در فرهنگ مردمی
در مجموعه تلویزیونی بریتانیایی آخرین دشمن که در سال ۲۰۰۸ (میلادی) پخش شد برنامه آگاهی کامل از اطلاعات به عنوان پایگاه داده نظارتی در بریتانیا نشان داده شده که با کنار هم گذاشتن اطلاعات حکومتی، در کنار یکدیگر می‌توان از آن برای ردیابی و نظارت مؤثر بر هر کسی استفاده کرد.